# ATC V10 – Terápiában használt radiofarmakonok
Az ATC V10 – Terápiában használt radiofarmakonok a gyógyszerek anatómiai, gyógyászati és kémiai osztályozási rendszerének (ATC) egyik alcsoportja.
| ATC V   | Egyéb                                    |
| ------- | ---------------------------------------- |
| ATC V01 | Allergének                               |
| ATC V03 | Minden egyéb terápiás készítmény         |
| ATC V04 | Diagnosztikumok                          |
| ATC V06 | Általános tápszerek                      |
| ATC V07 | Összes egyéb, nem terápiás készítmény    |
| ATC V08 | Kontrasztanyagok                         |
| ATC V09 | Diagnosztikában használt radiofarmakonok |
| ATC V10 | Terápiában használt radiofarmakonok      |
| ATC V20 | Sebészeti kötözőszerek                   |

## V10A Gyulladáscsökkentő ágensek

### V10AAIttrium(90Y) vegyületek
V10AA01 Ittrium (90Y) citrát kolloid
V10AA02 Ittrium (90Y) ferrihidroxid kolloid
V10AA03 Ittrium (90Y) szilikát kolloid

### V10AX Egyéb gyulladáscsökkentő terápiában használt radiofarmakonok
V10AX01 Foszfor (32P) króm-foszfát kolloid
V10AX02 Szamárium (153Sm) hidroxiapatit kolloid
V10AX03 Diszprózium (165Dy) kolloid
V10AX04 Erbium (169Er) citrát kolloid
V10AX06 Arany (198Au) kolloid

## V10B Pain palliation (bone seeking agents)

### V10BX Various pain palliation radiopharmaceuticals
V10BX01 Strontium (89Sr) chloride
V10BX02 Samarium (153Sm) lexidronam
V10BX03 Rhenium (186Re) etidronic acid

## V10X Other therapeutic radiopharmaceuticals

### V10XA Iodine (131I) compounds
V10XA01 Sodium iodide (131I)
V10XA02 Iobenguane (131I)
V10XA53 Tositumomab/iodine (131I) tositumomab

### V10XX Various therapeutic radiopharmaceuticals
V10XX01 Sodium phosphate (32P)